# Logica deontica
Il termine deontico deriva dal participio greco neutro sostantivato "déon" (δέον, genitivo δέοντος).

## Descrizione
La logica deontica nel suo significato generico si riferisce al dovere, all'obbligatorietà delle asserzioni prescrittive e viene descritta come disciplina che si contrappone alla logica classica.
La logica deontica, concepita per la prima volta da Ernst Mally nel 1926, è intesa, innanzitutto e per lo più, come logica modale deontica, ossia come ampliamento della logica proposizionale e contrapposta alla logica modale aletica; nasce all'inizio degli anni '50 ad opera di Georg Henrik von Wright, Georges Kalinowski, Oskar Becker (cfr. Bibliografia).
Il sistema di logica deontica più semplice è il sistema deontico minimale TD di Georg Henrik von Wright, caratterizzato dall'assioma: Op > Pp, che può essere letto: "obbligatorio p implica permesso p".
Oggi la logica deontica si è concentrata sull'aspetto computazionale: i problemi più studiati sono quelli che vedono la logica deontica (concepita non più solo come logica ampliante, ma anche come logica deviante) come strumento per la rappresentazione di conoscenza pratica (ma anche rispetto alle teorie metaetiche, soprattutto quale praxeologia della legislazione umana, etica o legale che sia).
Al di là del calcolo, comunque, la logica deontica pone problemi filosofici di fondazione, riassunti in Deontic Logic: A Personal View di Georg Henrik von Wright, del 1999. Oltre al generale problema della relazione tra logica e norme, l'aspetto fondazionale più dibattuto è quello del valore logico delle norme, ossia di quale sia il valore che si deve predicare delle norme al posto della verità (p.e. valori quali valido - invalido; oppure: soddisfacente - insoddisfacente, e così via).
La logica deontica ha preso in esame una serie di paradossi che si differenziano per struttura ed enunciazione da quelli presenti nella tradizione filosofica.